# أب يثع بن تعري ملك العرب
الملك أب يثع بن تعري هو ملك مملكة قيدار والذي تولى حكمها بعد هزيمة الملكة عطية، والملك عمولادي على يد آشوربانيبال ملك آشور (668 قبل الميلاد ~ 627 قبل الميلاد).

## تاريخ
دعم الملك أب يثع تمرد شمش شوم أوكين على الدولة الآشورية وحاول مساعدة قواته في بابل لكنه هزم واضطر للهرب. عاد الملك أب يثع فيما بعد إلى آشوربانيبال وطلب منه السماح فعينه مجدداً ملكاً على العرب لكن الملك أب يثع خرق الاتفاقية التي عقدها مع آشوربانيبال فجهز الأخير حملة قضت على حكم الملك أب يثع.

## المصدر
- موسوعة المملكة العربية السعودية: منطقة الجوف: التطور التاريخي: عصور ما قبل الإسلام.

## أنظر أيضا
- آشور